# کلوت محمدیه
روستای محمدیه، روستایی از توابع بخش مرکزی شهرستان نائین در استان اصفهان ایران است.

## جمعیت
این روستا در بخش مرکزی نائین قرار دارد و براساس سرشماری مرکز آمار ایران در سال ۱۳۸۵، جمعیت آن ۵۴۰۰ نفر (۳۶۰ خانوار) بوده‌است.